# 追儺

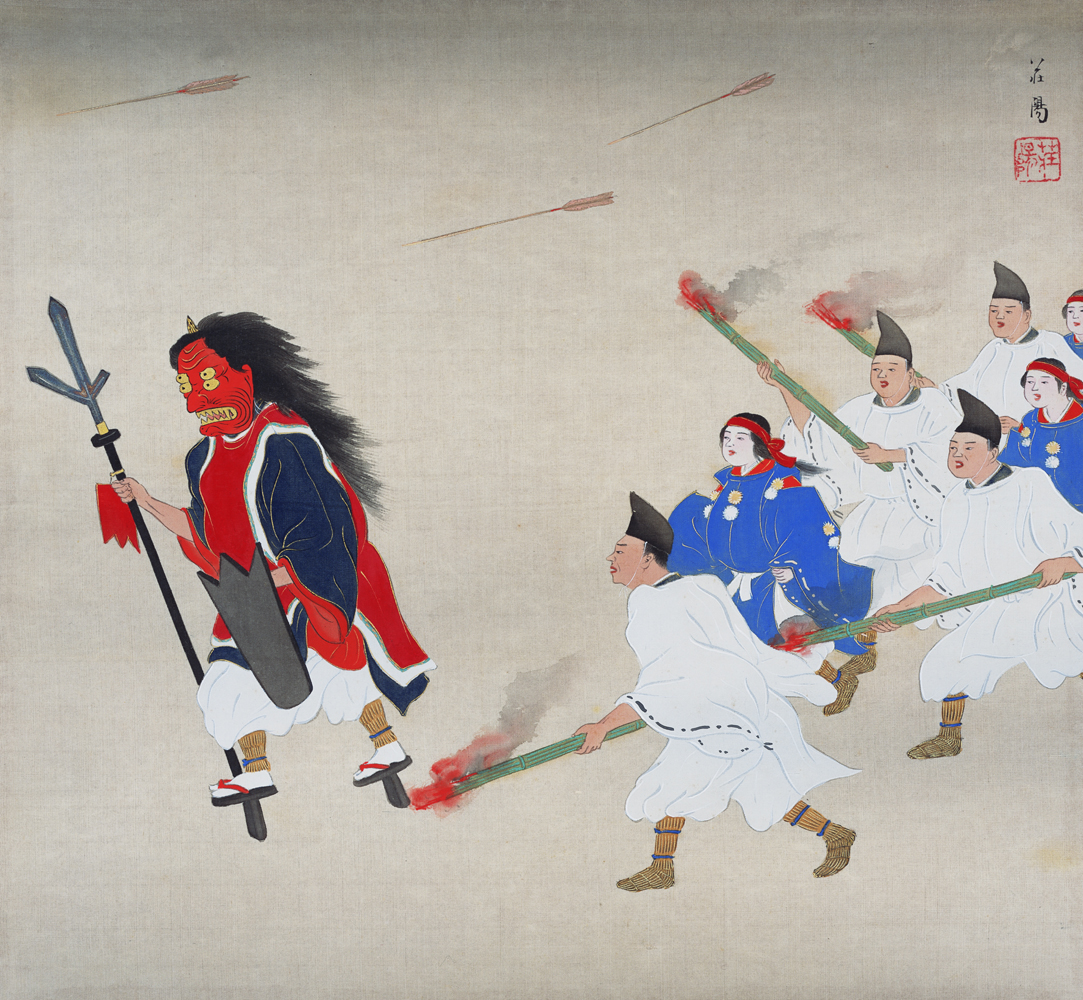
吉田神社での追儺 『都年中行事画帖』（1928年）より

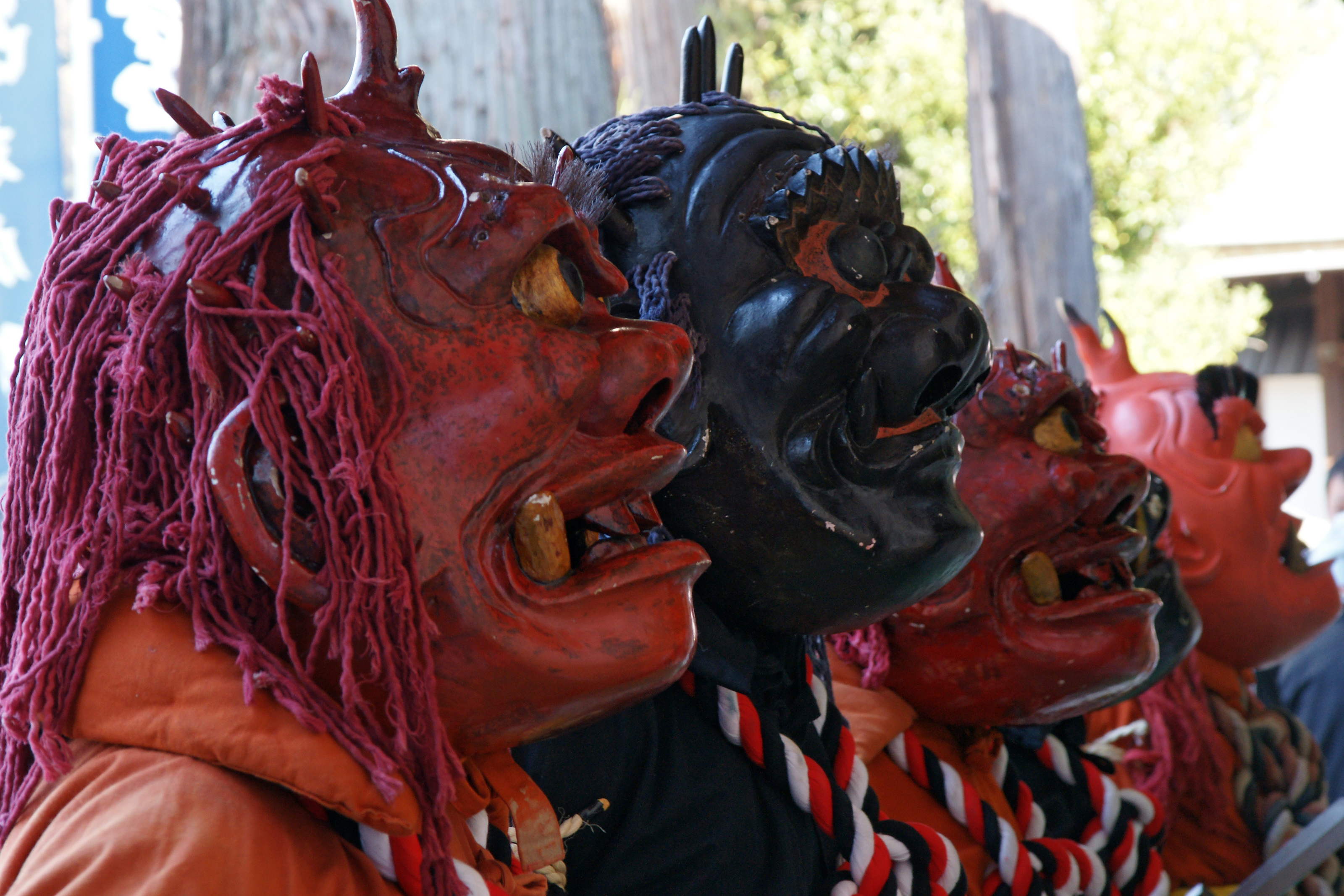
鬼面（大宮八幡宮）

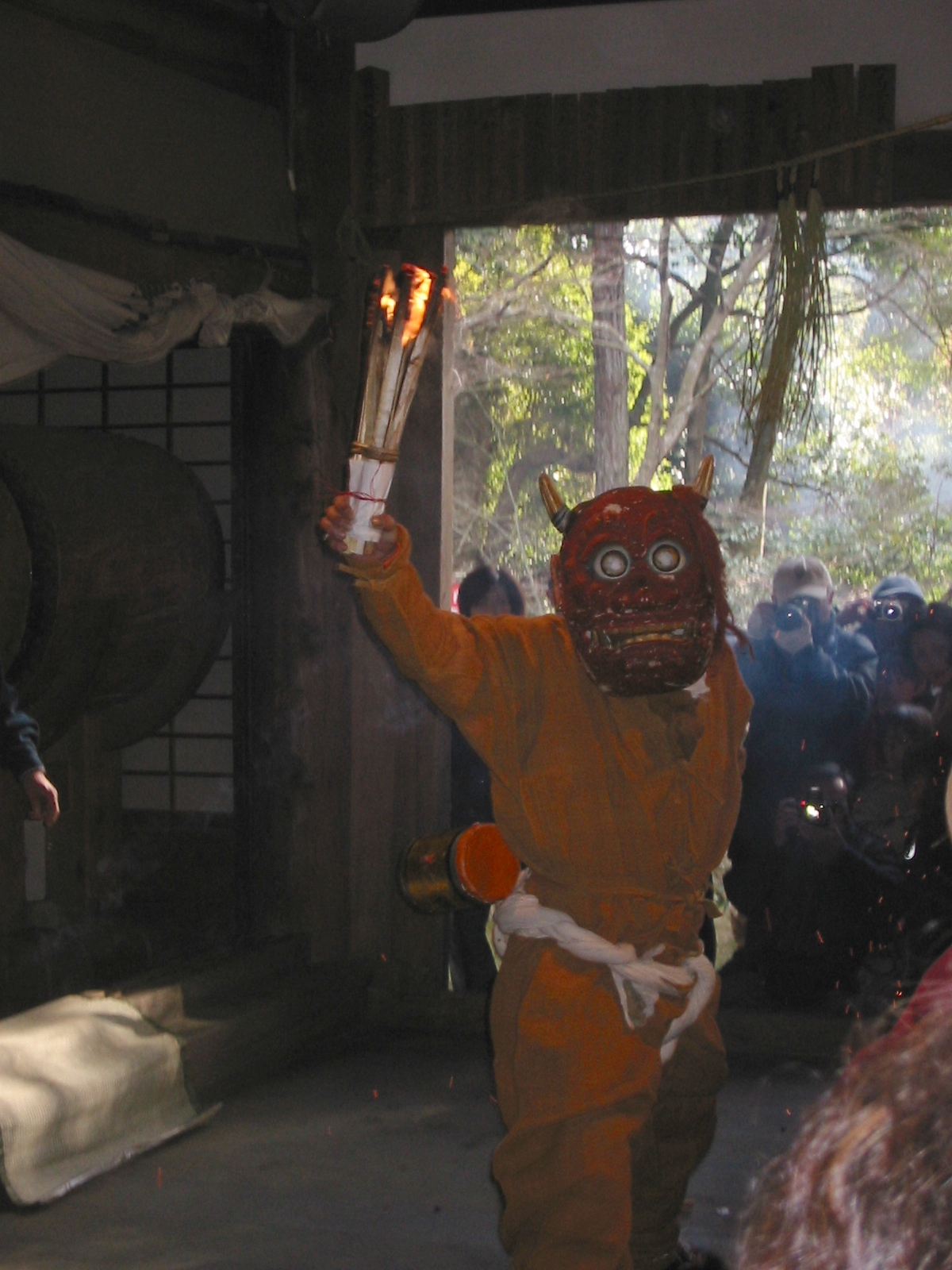
鬼追式（三木市の蓮花寺）

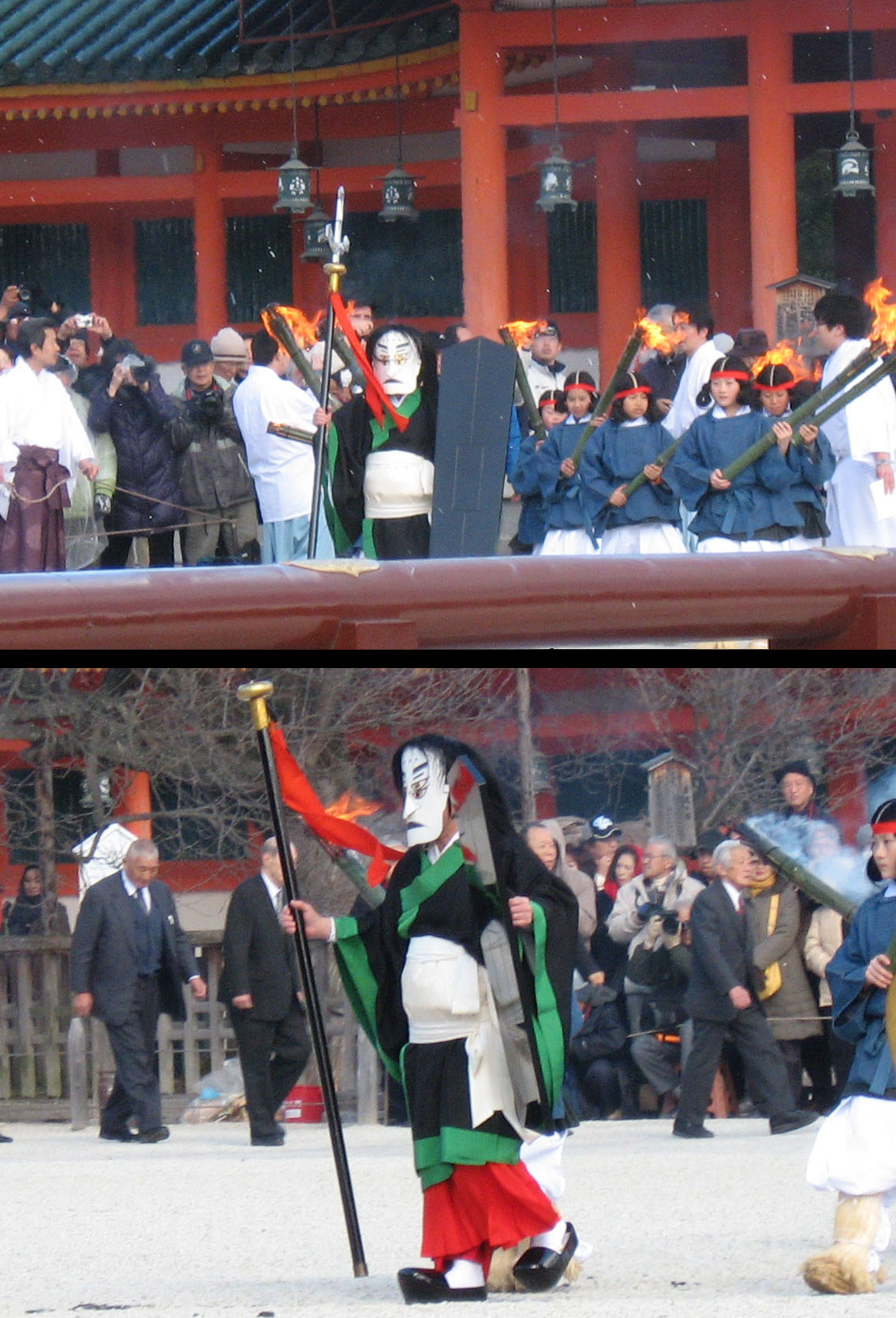
方相氏（平安神宮）

追儺（ついな）とは、大晦日（旧暦12月30日）に疫鬼や疫神を払う儀式、または民間で節分などに行われる鬼を払う行事。儺（だ、な）あるいは大儺（たいだ、たいな）、駆儺。鬼遣（おにやらい。鬼儺などとも表記）、儺祭（なのまつり）、儺遣（なやらい）とも呼ばれる。

## 概説
中国で宮中で行われる辟邪の行事として、新年（立春）の前日である大晦日に行われていた。日本でも大陸文化が採り入れられた過程で宮中で行われるようになり、年中行事として定められていった。儺人（なじん）たちと、方相氏（ほうそうし）、それに従う侲子（しんし）たちが行事を執り行う。儺という字は「はらう」という意味があり、方相氏は大儺（たいな、おおな）、侲子は小儺（しょうな、こな）とも称され疫鬼を払う存在とされている。
中国で行われていた儀式（大儺などと称される）では、皇帝らの前で方相氏と数おおくの侲子たちによって疫鬼たちを恐れさせる内容の舞がおこなわれた後、その鬼たちを内裏の門から追い出して都の外へと払った。4つの目をもつ四角い面をつけ、右手に戈、左手に大きな楯をもつ方相氏が熊の皮をかぶり、疫鬼や魑魅魍魎を追い払うとされている。侲子たちは黒い衣服をまとっており、子供たちがその役をつとめた。
日本での大儺（のちに追儺と呼ばれるようになる）は、儺人は桃と葦でつくられた弓と矢をもち、方相氏・侲子たちは内裏を回り、陰陽師が鬼に対して供物を捧げ祭文を読み上げる。方相氏たちが鬼を追いやって門外に出ると鼓を鳴らして鬼たちが出たことを知らせ厄払いをする。その後も都の外へ外へと四方に鬼たちを払い出すための行事があわせて行われた。しかし平安時代には、鬼たちに対して用いられる役割を持っていた桃と葦の弓矢を、方相氏・侲子たちに向かって使っていた描写も年代が進むにつれて見られるようになり、彼ら自身が儀式のなかで鬼を示す役割に変化していったと見られている。侲子たちは官奴がその役にあたるとされており青紺色の衣服をまとう。追儺のおりに、春や秋の司召（つかさめし）の除目の際に漏れた者を任官することも行われた。これを追儺の除目、追儺召除目ともいう。
宮中行事であった追儺は、鬼を払う内容から節分（太陰暦でいえば大晦日に行われる行事であり、同義）の豆まきなどの原形のひとつであるとも考えられている。しかし豆まきについては日本での追儺の儀式には組み込まれておらず、鬼を打ち払う他の行事から後の時代に流入をしたものである。
追儺は鬼ごっこ（鬼事）の起源ともされる。民俗学者の柳田國男は伝統的な子供の遊戯は大人の真似によって生じたものとし、もとは神の功績を称える演劇を子供が真似たという説を唱えた。現在、民俗学では鬼ごっこの起源が追儺や鬼やらいにあるという意見が主流であるが、一方で追う者と追われる者の鬼の役割が正反対だとする多田道太郎による反対論もある。

### 歴史
中国では『論語』に「儺」の語が見られる。古い時代には大晦日のみにおこなわれるものとは語られておらず、年間に三度おこなわれるかたち（三時儺）が執られていたりもした。『隋書』によると隋王朝ではこの方式を採用していたようで、年に三度（春・秋・冬）行われている。六朝時代ごろに大晦日とされるかたちが出来たと見られている。唐以後は行事に用いられる人数も増大してゆくようになったが、宋の時代には方相氏たちによる舞は失われて、武人や鍾馗などが儀式に登場するようになった。
宮中のほかに民間でも同様の疫鬼を追い払う儀式がおこなわれており、儺戯などと呼ばれており現代も中国各地で民間行事として受け継がれてもいる。
日本の文献では『続日本紀』に見られる「天下諸国疫疾、百姓多死、始作二土牛一大儺」（慶雲3年（706年）十二月晦日の紀事）という疫鬼払いをするために行われた記述が古いものとして挙げられる。日本の大儺でも用いられ始めた桃や葦の弓矢は、中国の儀式でも魔除けの効果をもつ武具として用いられていたものだが、後漢までの文献に見られる形式であり、それが伝来して固定化したものであるといえる。『三代実録』には追儺での方相氏役として関東地方から身長が6尺3寸（約190センチメートル）以上の者を差し出させたこと（貞観8年（866年）五月十九日）なども見える。
宮中での年中行事としての追儺は鎌倉時代以降は衰微してゆき、江戸時代には全く行われなくなった。いっぽう、熟語としての「追儺」や「鬼やらい」は宮中儀式を離れて、鬼を追い払う節分の行事全般の呼称として幅広く一般で用いられるようになり、節分の豆まきを称する熟語としても使用されるようになった。

### 日本での儺の意味の変化
9世紀ごろには、桃の弓や祭文の用いられ方の変化などから、儀式の中で目に見える存在として登場することはない鬼を追う側であった方相氏や侲子（儺）が逆に、目に見える鬼として追われるようなかたちに儀式がうつりかわっていく様子が見られ、それと同時に儺（鬼）を追い払うといった意味で「追儺」という名称が日本で独自に発生していったと考えられている。追儺という呼び方は『延喜式』などにその使用が見ることが出来るが、それ以前の『内裏式』などでは大儺が用いられている。また方相氏たち「儺」の役割をもつ存在が日本の宮中儀式のなかで「鬼を払う者」から「鬼」へ役割が替わったことは、『公事根源』などの文献で方相氏を「鬼」であると表現している点などからもうかがうことが出来る。
歴史学者の神野清一や三宅和朗は、方相氏が追儺以外の行事（葬送の行事）にも魔除けの意味で用いられていたことを挙げ、死にまつわる点をもっていたことが方相氏を「鬼」と見る変化が宮中で起きたのではないかと論じている。

### 寺社での鬼やらい・鬼追・鬼走
日本では平安時代（11世紀頃）から宮中以外でも公家・陰陽師・宗教者などを中心に追儺の行事を実施する者が増加してゆくことにより、各地の寺社にも儺と関連した行事が根付いていった。それらの中には現在も修正会・修二会をはじめとした節分の行事としておこなわれているものもある。寺社での鬼遣・追儺の行事には、鬼のほかに毘沙門天などが登場したりもする。
古式を復活させ方相氏の面が用いられる追儺式を行っている寺社もあるが、地方の寺社や民間で行われてきた鬼やらいや節分の行事に疫鬼として登場するのは鬼の面をつけた（一般的なかたちの）鬼であることが多い。
- 鬼儺会（おにばらえ）（岩手県・達谷窟毘沙門堂）
- 儺負の神事（愛知県・国府宮）
- 追儺会・鬼追式（奈良県・法隆寺）　- 毘沙門天が鬼を追う。
- 陀々堂の鬼はしり（奈良県・念仏寺）
- 修正会鬼祭り（佐賀県・竹崎観世音寺）
- 節分祭（京都府・平安神宮） - 方相氏が鬼たちを追う。
- 節分追儺式（石川県・妙圓寺）